# CDNA
cDNA (od ang. complementary DNA), komplementarny DNA – DNA uzyskany poprzez odwrotną transkrypcję na matrycy mRNA.

## Biblioteki cDNA
Zbiór klonów komórek bakteryjnych zawierający cDNA komplementarny do mRNA całego transkryptomu danego organizmu nazywamy biblioteką cDNA. Ze względu na to, że mRNA jest efektem transkrypcji genów, cDNA reprezentuje zestaw sekwencji produktów genów ulegających ekspresji w danej komórce, jest to istotne gdyż profile ekspresji białek różnią się między komórkami pochodzącymi z różnych tkanek.

## Zastosowanie
Cechą charakterystyczną genów eukariotycznych są introny, które muszą być usunięte w procesie składania hn-mRNA. W związku z tym na podstawie cDNA i znajomości sekwencji genu, którą możemy uzyskać z baz danych lub z bibliotek genomowych możemy wykrywać introny w genach eukariotycznych oraz badać splicing alternatywny, który może być swoisty, na przykład na poziomie organelli komórkowych, tkanek lub narządów (tzw. profile ekspresji).